# Era de Penalta
L'Era de Penalta és un indret del terme municipal de Conca de Dalt, a l'antic terme d'Hortoneda de la Conca, al Pallars Jussà, situat en territori de l'antic poble de Perauba.
Està situada a llevant de l'extrem septentrional dels Rocs del Comeller. És al capdamunt -nord- del Clot dels Trossos dels Arrendadors, a ponent del Serrat de Penalta, al sud-est dels Feixancs de Penalta.